# Johnny Flynn
Johnny Flynn, właści John Patrick Vivian Flynn (ur. 14 marca 1983 w Johannesburgu) – brytyjski poeta, aktor, muzyk, piosenkarz i autor tekstów piosenek.
Odtwórca roli Dylana Wittera w sitcomie Lovesick (2014–2018) na Channel 4 i Netflix. Wystąpił w roli młodego Alberta Einsteina w serialu National Geographic Geniusz (2017) oraz wcielił się w Davida Bowiego w brytyjsko-kanadyjskim filmie biograficznym Stardust (2020).

## Życiorys
Urodził się w Johannesburgu w RPA jako syn Caroline Forbes, artystki rzeźbiarki, i Erica Flynna, brytyjskiego aktora specjalizującego się w musicalach. Z pierwszego małżeństwa ojca ma dwóch starszych przyrodnich braci, aktorów Jerome’a Flynna i Daniela Flynna oraz starszą przyrodnią siostrę, Kerry Flynn, a z drugiego małżeństwa ojca, młodszą siostrę, Lillie Flynn. W wieku trzech lat przeprowadził się z rodziną do Anglii. Jako dziecko zdobył stypendium muzyczne w niezależnej szkole Pilgrims School w Winchester w Hampshire, gdzie śpiewał w chórze przy kaplicy Winchester College Chapel i był zobowiązany do nauki dwóch instrumentów: skrzypiec i trąbki. Później uczył się gry na gitarze i wygrał drugie stypendium muzyczne do Bedales School, niezależnej szkoły w wiosce Steep, niedaleko miasteczka Petersfield, również w Hampshire, zanim w 2001 przeniósł się do Akademii Sztuki Dramatycznej Webber Douglas w Londynie, aby studiować aktorstwo.
Wiedział, że chce zostać muzykiem po wysłuchaniu płyty Boba Dylana The Freewheelin’ Bob Dylan, gdy miał jedenaście lat. W 2006 został frontmanem angielskiego zespołu folkowego Johnny Flynn & The Sussex Wit, który wydał trzy albumy: A Larum (2008), Been Listening (2010) i Country Mile (2013).

## Życie osobiste
W 2011 poślubił projektantkę teatralną Beatrice Minns, z którą spotykał się od czasu do czasu w szkole średniej. Mają troje dzieci.